# Antonio Porlier

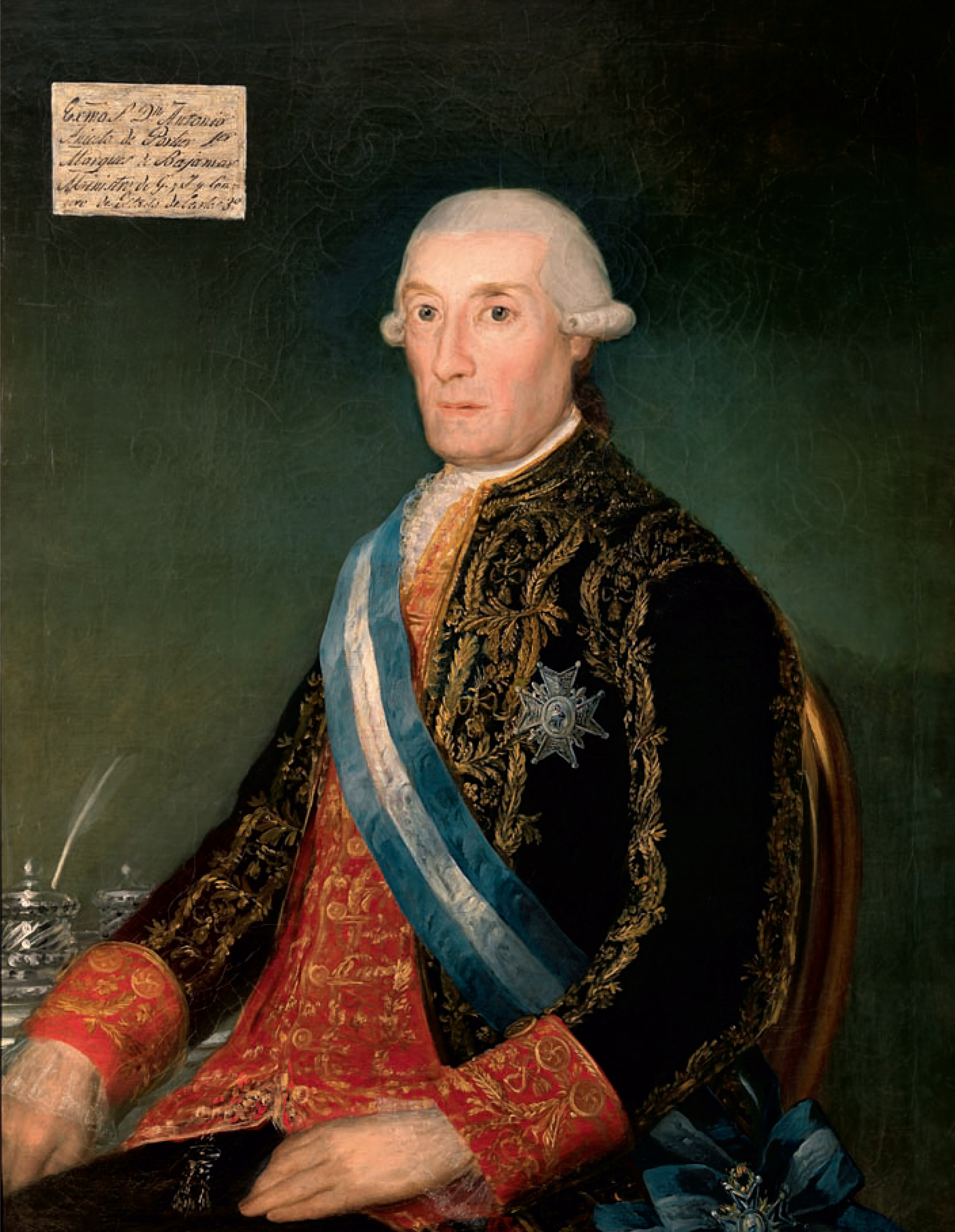
Retrato de Antonio Porlier de Sopranis, marqués de Bajamar, por Goya, colección particular.

Antonio Aniceto Porlier y Sopranis, I marqués de Bajamar (San Cristóbal de la Laguna, 16 de abril de 1722-Madrid, 7 de noviembre de 1813), fue un jurista, historiador y político ilustrado español. Magistrado del Consejo de Indias y consejero de Estado, académico de las reales academias de Bellas Artes de San Fernando (1776), de la Lengua (1790) y de la Historia (1813), director de la Real Sociedad Económica de Amigos del País de Tenerife, desempeñó, entre otros cargos, los de secretario del Despacho Universal de Gracia y Justicia de Indias desde julio de 1787 y de Gracia y Justicia (tanto de Indias como de España) de 1790 a 1792.

## Biografía
Hijo menor de Esteban Porlier, dedicado al comercio de vinos y cónsul general de Francia en las Islas Canarias desde 1709, y de Rita Sopranis, de origen genovés, fallecida a los dos meses del parto, nació en San Cristóbal de La Laguna el día 16 de abril de 1722 y fue bautizado  en la parroquia de la Concepción siete días después, el 23 de abril, actuando de padrino su hermano mayor, Juan Antonio.
Tras la muerte de su padre en 1739, tutelado por sus hermanos, realizó estudios de Filosofía y Teología en el colegio que tenían los dominicos en La Laguna y llegó a recibir las órdenes menores, pero, abandonando los estudios eclesiásticos, en 1744 se embarcó camino de la península para estudiar leyes. Inició sus estudios en la Universidad de Alcalá de Henares donde ingresó en 1745 y el mismo año se graduó de bachiller en Cánones por la Universidad de Toledo. En 1748 obtuvo el bachiller en Leyes por Salamanca y finalizó su carrera universitaria como licenciado y doctor en Cánones por la Universidad de Ávila en 1749. En 1752 ingresó como letrado de los Reales consejos en Madrid.
Desde su establecimiento en Madrid frecuentó la tertulia de Agustín de Montiano y Luyando, que había sido fundador de la Real Academia de la Historia y hasta su fallecimiento la dirigiría. Amparado por él ya en febrero de 1752 entró Porlier como académico honorario y, por encargo de la Academia, redactó en 1755 una Disertación histórica sobre la época del primer descubrimiento, expedición y conquista de las islas Canarias, con la que completaba su disertación de ingreso en la institución en 1753, titulada Disertación histórica sobre quiénes fueron los primeros pobladores de las Islas Afortunadas llamadas comúnmente las Canarias, y qué país fuera este en lo primitivo. Aunque aprovechada por José de Viera y Clavijo en su Historia de las islas Canarias, Porlier no llegó a ver publicada su disertación, que solo lo sería en 1941 junto con otro escrito canario del autor, que también había permanecido inédito en manuscrito, su Adición sobre la famosa cuestión de la existencia del árbol del Hierro.
Favorecido por el duque de Alba, que apoyó su ingreso como honorario en la Real Academia Española, a finales de 1756 Fernando VI le nombró fiscal protector de indios de la Real Audiencia de Charcas. Solo pudo embarcarse rumbo a su nuevo destino en agosto de 1758 y, tras una azarosa navegación —su barco sufrió un incendio— llegó a Montevideo el 4 de diciembre. A Charcas llegó finalmente en agosto de 1759, viajando por tierra en compañía del obispo Cayetano Marcellano y Agramont, promovido al mismo tiempo al arzobispado de Charcas, actualmente Sucre. En el desempeño del cargo, en julio de 1760 viajó a Jujuy para «tomar cuenta y residencia» a los dos funcionarios reales que la administraban, acusados de malversación. En el viaje de regreso, en Mojo conoció y trató, «aunque solo un día», a la que luego sería su primera esposa, María Josefa de Asteguieta e Iribarren, hija de una hacendada. La dote aportada por la joven esposa le iba a permitir liquidar las deudas que se había visto obligado a contraer para la compra del protectorado de indios.
Carlos III le hizo en 1765 oidor de la Audiencia de Charcas, cargo del que tomó posesión en marzo de 1766 e, inmediatamente, hubo de marchar a poner paz entre las justicias de Chucuito y Puno, que habían llegado a enfrentamientos armados entre ellas. Estando en Chucuito recibió la orden de proceder a la expulsión de los jesuitas de Juli, acogida por los indígenas, según escribió en su autobiografía, con «desesperación y tristeza». En diciembre de 1766 fue nombrado fiscal de la Real Audiencia de Lima, sin haber solicitado el cargo y contra su voluntad, pues le obligaba a nuevos gastos y mudanzas, viéndose precisado a vender su rica biblioteca y muebles para hacerles frente.

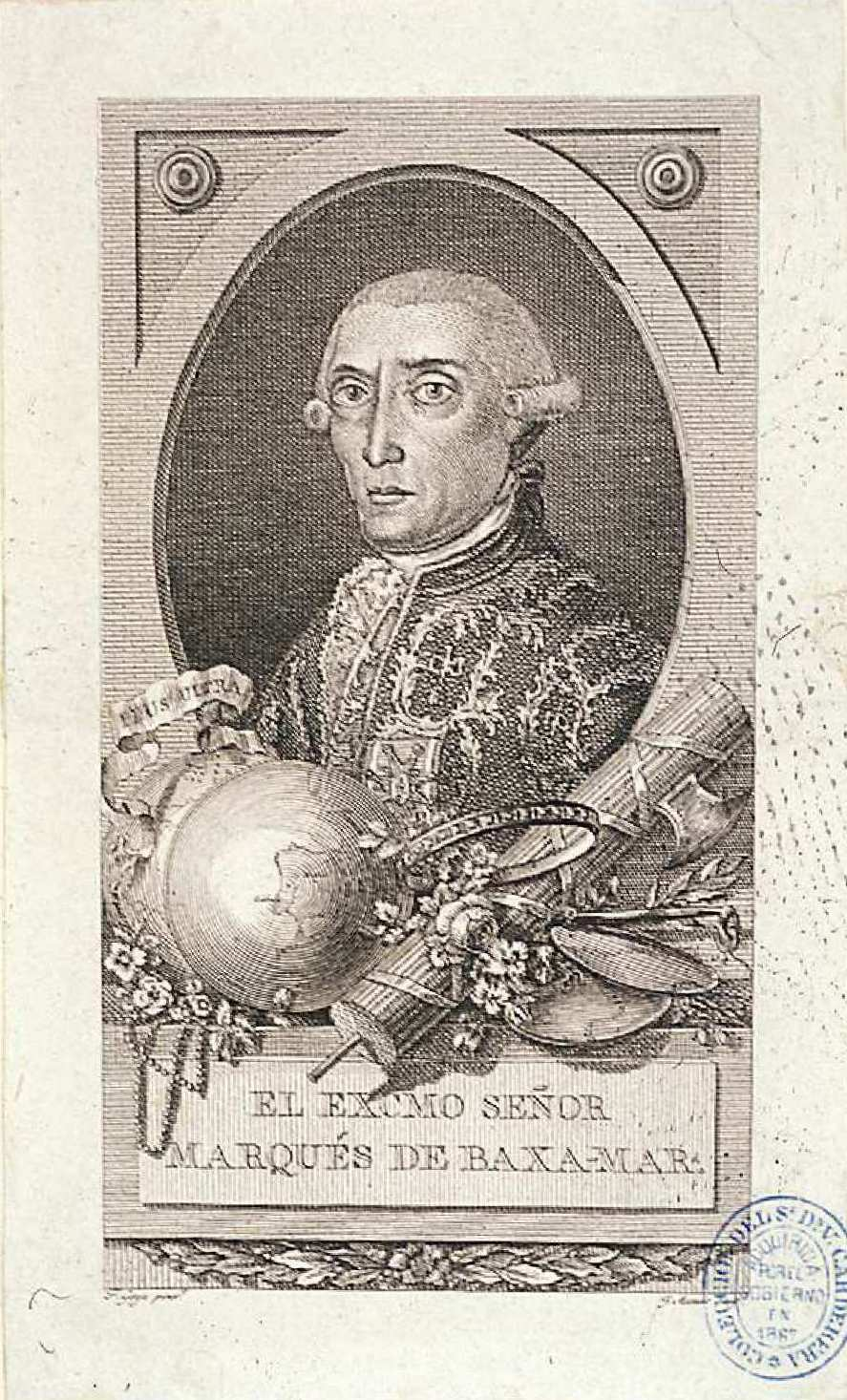
Antonio Porlier, marqués de Bajamar, grabado de José Asensio por pintura de Francisco de Goya, 1791. Biblioteca Nacional de España.

Concluyendo su carrera en las Américas, en diciembre de 1773 fue promovido a fiscal del Consejo de Indias, aunque la noticia no le llegó hasta pasado un año. Tomó posesión del cargo en Madrid el 9 de septiembre de 1775. Viudo y con tres hijos menores de edad, en 1782 contrajo segundas nupcias con María Jerónima Daoiz. En 1787, siendo el conde de Floridablanca secretario de Estado, fue nombrado ministro del Despacho universal de Gracia y Justicia de Indias. Permaneció cinco años en el cargo, al que en 1790, reinando ya Carlos IV, se agregó el de Gracia y Justicia de España, reuniendo en uno todos los asuntos concernientes a dicho ministerio. En una relación de su paso por el ministerio escrita por el propio Porlier en 1807, mencionaba como hechos relevantes, según resume Marcos Guimerá:

el encargo hecho a don Juan Bautista Muñoz de escribir la Historia General de las Indias y formar el Atlas Americano, Geográfico y Topográfico de Indias; la publicación de la Historia Natural de don Francisco Hernández; urgir a la Junta de Leyes a la continua formación y arreglo de las de Indias; el arreglo del  Archivo secreto del Consejo; el establecimiento en Granada de un Colegio para la educación de la juventud indiana; la publicación de la flora peruana; la protección y fomento de la Comisión que desempeñaba en el Reino de Santa Fe don Josef Mutis; el cultivo de la quina de Loxa y de la canela en Filipinas; el expediente para el arreglo y gobierno de los negros de todos los dominios de América con una Real Cédula de 31 de mayo de 1789, «la cual han entorpecido  algunos recursos promovidos por los hacendados de Caracas y La Habana»; el arreglo de los seis Colegios Mayores establecidos en las  Universidades de Salamanca, Alcalá y Valladolid...

A su iniciativa desde el ministerio se deben también la creación del Jardín Botánico de Tenerife y el intento de restauración de la universidad de Canarias en La Laguna.
Nada más iniciar su reinado, el 3 de enero de 1790, Carlos IV lo nombró consejero de Estado y será también Carlos IV quien le otorgue el nombramiento de marqués de Bajamar, en 1791, y le honre con la gran cruz de la Orden de Carlos III, en 1792. Con la caída en desgracia de Floridablanca y su sustitución por el conde de Aranda Porlier cesó en el ministerio y recibió, como «honrosa jubilación», el nombramiento de gobernador del Consejo de Indias.
Tras las abdicaciones de Bayona y la proclamación de José Bonaparte como rey de España, Porlier como consejero de Estado juró acatamiento al nuevo monarca, aunque no está claro si, a sus 86 años, concurrió a las Cortes de Bayona en junio y julio de 1808. Cuando, tras la batalla de Bailén José I abandonó Madrid, Porlier no le acompañó y en septiembre, acatando la orden de la Junta Suprema Central establecida en Aranjuez, presidió la reunión del Consejo de Estado que juró fidelidad a Fernando VII. Restaurado José I en el trono con la presencia de Napoleón en Chamartín, Porlier consumó su aproximación al nuevo régimen. En septiembre de 1809 José I le concedió la gran banda de la Real Orden de España. En septiembre de 1812, tras la batalla de los Arapiles y un nuevo abandono de Madrid por José I, escribió a modo de justificación ante sus hijos —dos de ellos militares combatiendo con los patriotas— una Exposición de lo acaecido en Madrid desde los días 3 y 4 de Diciembre de 1808 hasta el 10 de Agosto de 1812, en que se retiró de dicha Capital el Señor Rey Don Josef Napoleón con toda su comitiva; formada para instrucción de mis hijos, y que no ignoren la conducta de su padre en las críticas y complicadas circunstancias de aquellos tiempos. Las abdicaciones de Carlos IV y Fernando VII en favor de Bonaparte y el origen divino de las monarquías, siendo Dios, según escribía, «el que da y quita los reinos según su justa e incomprensible voluntad», justificaban su actuación. Tampoco en esta ocasión Porlier acompañó a José I en su salida de Madrid, «por falta de salud e imposibilidad física». El 9 de febrero de 1813, cerca de cumplir los noventa y un años, falleció en su casa de la calle de la Libertad de Madrid.